# Saint-Valérien (Vendeia)
Saint-Valérien é uma comuna francesa na região administrativa da Pays de la Loire, no departamento de Vendéia. Estende-se por uma área de 14,3 km². Em 2010 a comuna tinha 540 habitantes (densidade: 37,8 hab./km²).